# James L. Huggins

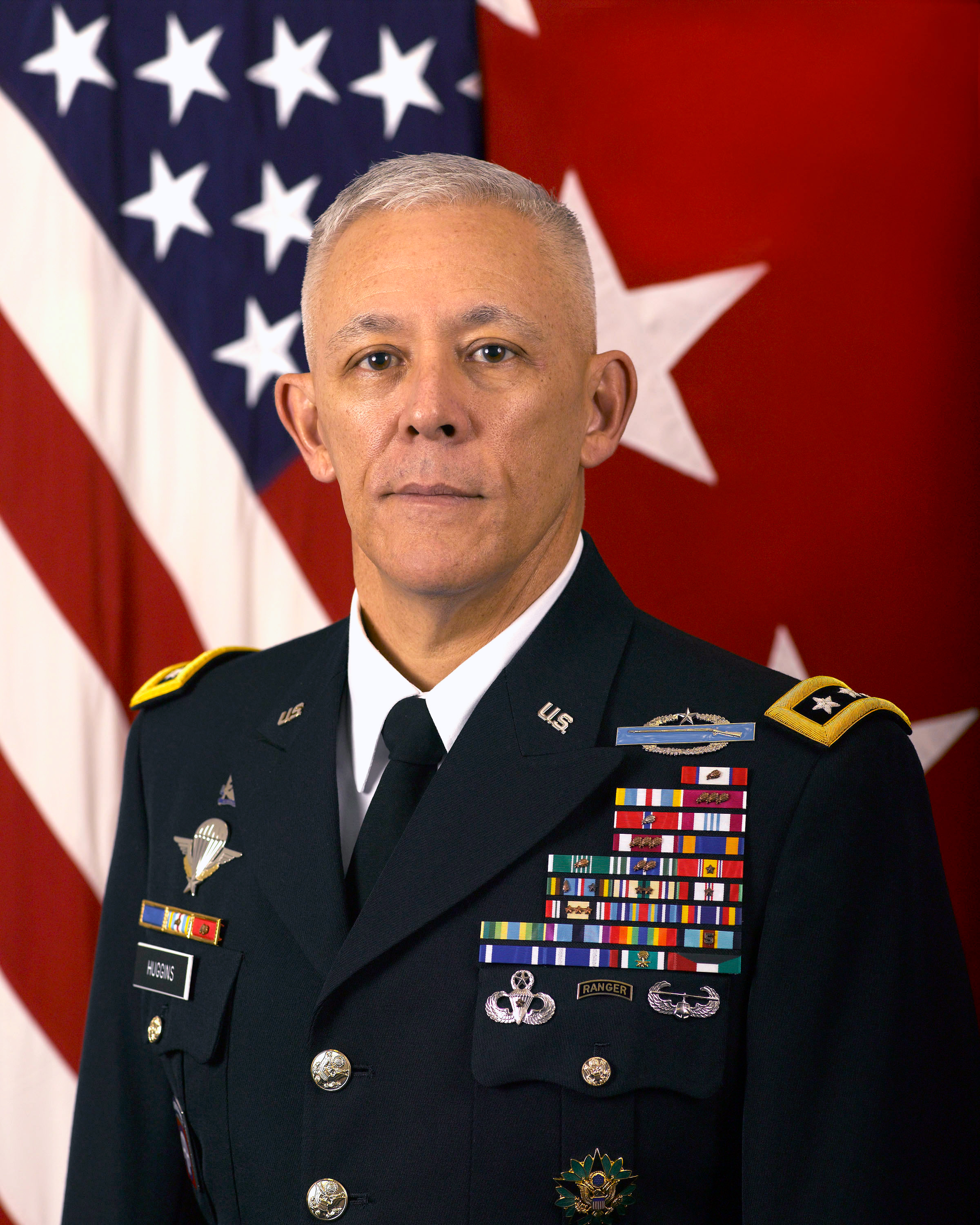
James L. Huggins (2013)

 James L. Huggins, Jr. (* um 1958) ist ein pensionierter Generalleutnant der United States Army. Er war unter anderem Kommandeur der 82. Luftlandedivision.
Über das ROTC-Programm gelangte er im Jahr 1980 in das Offizierskorps des US-Heeres. In der Armee durchlief er anschließend alle Offiziersränge vom Leutnant bis zum Drei-Sterne-General.
Im Lauf seiner militärischen Karriere absolvierte James Huggins verschiedene Kurse und Schulungen. Dazu gehörten unter anderem der Infantry Officer Basic Course, der Infantry Officer Advanced Course, die Combined Arms Staff Service School, das Command and General Staff College, das Armed Forces Staff College und das United States Army War College. Außerdem erhielt er einen akademischen Grad von der Central Michigan University.
In seinen jüngeren Jahren absolvierte er den für Offiziere in den niederen Rangstufen üblichen Dienst in unterschiedlichen Einheiten und Standorten. Dazu gehörten auch Aufgaben als Stabsoffizier in verschiedenen Hauptquartieren. Im weiteren Verlauf kommandierte er militärische Einheiten auf fast allen Ebenen bis zum Divisionskommandeur. Im Rahmen der Operation Enduring Freedom kommandierte er eine Brigade. Im Irakkrieg war er Stabschef der 82. Luftlandedivision. In der Folge war er auch Stabschef beim XVIII. Luftlandekorps in Fort Bragg. Die gleiche Aufgabe erfüllte er auch beim Multi-Nationalen Korps im Irak. Zwischenzeitlich leite er auch die Stabsabteilung G3 der 3. Infanteriedivision als diese wieder einmal im Irak stationiert war.
Ende der 2000er Jahre war James Huggins Stabsoffizier in der kombinierten G3/5/7-Stabsabteilung im Heeresministerium in Washington, D.C. Am 5. August 2010 erhielt er als Nachfolger von Curtis M. Scaparrotti das Kommando über die 82. Luftlandedivision.  Dieses Kommando behielt er bis zum 5. Oktober 2012 als John W. Nicholson Jr. seine Nachfolge antrat. Teile der Division waren zu Huggins’ Zeit als Kommandeur in Afghanistan eingesetzt. In diesem Zusammenhang kommandierte er gleichzeitig die kombinierte Sondereinheit 82 und das Regionalkommando Süd in Afghanistan (CJTF 82 & Regional Command-South). Während seiner Zeit als Divisionskommandeur musste er auch einen ihm unterstellten Offizier wegen sexueller Übergriffe abmahnen. Der Fall ging dann an ein Militärgericht.
Nach seiner Zeit als Divisionskommandeur wurde Huggins zum Generalleutnant befördert. Gleichzeitig kehrte er zum Heeresministerium in Washington, D.C, zurück, wo er im Oktober 2012 die Leitung der kombinierten G3/5/- Stabsabteilung übernahm.
Nach seiner Pensionierung wurde James Huggins Partner der McChrystal Group.